# Vítor Faverani
Vítor Luiz Faverani Tatsch, né le 5 mai 1988 à Porto Alegre dans l'état du Rio Grande do Sul est un joueur de basket-ball bréslien possédant la double nationalité brésilienne et espagnole. Il évolue au poste de pivot.

## Biographie

### Huit années en Espagne (2005-2013)
Faverani arrive en Espagne à l'âge de 17 ans où il est titulaire avec l'équipe d'Axarquía.
Non drafté en 2009, 
Le 28 avril 2009, il se présent à la Draft 2009 de la NBA. Mais, le 25 juin 2009, il n'est pas drafté.
Le 26 août 2009, il  rompt son contrat avec Málaga et signe à Murcia. 
Le 19 juillet 2011, il rejoint le PE Valencia. Le 1er septembre 2012, il prolonge son contrat jusque 2015 avec Valence.

### Passage en NBA (2013-déc. 2014)
Le 18 juin 2013, il signe un contrat avec les Celtics de Boston. Durant sa première saison, il est régulièrement envoyé chez les Red Claws du Maine en D-League.
En décembre 2014, à la suite du transfert de Rajon Rondo aux Mavericks de Dallas, il est coupé par les Celtics pour laisser la place aux joueurs arrivants.

### Retour en Europe (depuis 2015)
Le 9 juillet 2015, il signe en Israël au Maccabi Tel-Aviv. Le 21 novembre 2015, il est libéré par le club israélien. Le 31 décembre 2015, il part en Espagne où il signe avec l'UCAM Murcia.
En janvier 2017, Faverani signe un contrat avec le FC Barcelone jusqu'à la fin de la saison 2016-2017. Le 18 mai 2017, après 17 matches disputés, il est libéré par le club catalan.
Le 26 juillet 2017, il revient à l'UCAM Murcia.
Le 26 août 2018, il reste en Espagne et signe au San Sebastián Gipuzkoa Basket Club.

## Records
Les records personnels de Vitor Faverani, officiellement recensés par la NBA sont les suivants :
| Type de statistique        | Saison régulière | Saison régulière            | Saison régulière  |
| Type de statistique        | Record           | Adversaire                  | Date              |
| -------------------------- | ---------------- | --------------------------- | ----------------- |
| Points                     | 13               | @ Raptors de Toronto        | 30 octobre 2013   |
| Paniers marqués            | 4                | 5 fois                      |                   |
| Paniers tentés             | 9                | @ Raptors de Toronto        | 30 octobre 2013   |
| Paniers à 3 points réussis | 2                | @ Timberwolves du Minnesota | 16 novembre 2013  |
| Paniers à 3 points tentés  | 4                | @ Timberwolves du Minnesota | 16 novembre 2013  |
| Lancers francs réussis     | 5                | @ Raptors de Toronto        | 30 octobre 2013   |
| Lancers francs tentés      | 8                | @ Raptors de Toronto        | 30 octobre 2013   |
| Rebonds offensifs          | 6                | Bucks de Milwaukee          | 1er novembre 2013 |
| Rebonds défensifs          | 12               | Bucks de Milwaukee          | 1er novembre 2013 |
| Rebonds totaux             | 18               | Bucks de Milwaukee          | 1er novembre 2013 |
| Passes décisives           | 2                | 2 fois                      |                   |
| Interceptions              | 3                | @ Timberwolves du Minnesota | 16 novembre 2013  |
| Contres                    | 6                | Bucks de Milwaukee          | 1er novembre 2013 |
| Balles perdues             | 3                | 4 fois                      |                   |
| Minutes jouées             | 37               | Bucks de Milwaukee          | 1er novembre 2013 |

- Double-double : 1 (au terme de la saison 2013-2014).
- Triple-double : aucun.